# Saison 1979-1980 du Boucau stade
 (août 2010).
Cette page présente la saison 1979-1980 du Boucau Tarnos stade en championnat de France de rugby à XV de 1re division groupe A.

## Récit de la saison
Maintenu dans le Groupe A, de la 1re, le Boucau-Stade parvient à se qualifier pour les phases finales du Championnat de France.
Dans une poule, où isl retrouvent 3 équipes voisines (Biarritz, Bayonne et Dax), les noirs vont terminer 8e de leur poule et ce malgré les défaites à Piquessary lors des derby contre les voisins biarrots et bayonnais.
Cette saison-là, l'équipe 1re est éliminée en 16e par le Stade bagnérais.
La Nationale B, les Juniors et les Cadets du BS échouent également, dans leur championnat réciproque, à ce niveau de la compétition, les cadets remportant de leur côté le titre de Champion du comité Côte-Basque de leur catégorie.

## Transfert
| Joueur        | Poste      | Destination        |
| Lapègue       | Entraîneur | arrêt              |
| Hervé Merlaud | 3e ligne   | AS Bayonne         |
| Patrick Roméo | 2e ligne   | Biarritz olympique |
| Gobin-Foys    | 3e ligne   | Soustons           |

| Joueur             | Poste                      | Destination      |
| Arnaud Elissalde   | Entraîneur                 | Stade Rochelais  |
| Pierre Teillagorry | centre ou demi d'ouverture | Aviron bayonnais |
| Jacques Rouet      | 3e ligne                   | Aviron bayonnais |
| Gilles Larrieste   | arrière                    | AS Bayonne       |
| Bippus             | centre                     | Anglet           |
| Sarcou             | demi de mêlée              | US Mouguerre     |

## La saison
- Le BS joue dans une poule relevée : Aviron bayonnais, Biarritz olympique, Stade bagnérais (finaliste 79), Stadoceste tarbais, CA Brive, US Dax, Limoges rugby, Stade Rochelais et Sporting club tulliste.

Pour les noirs, l'objectif est double :d'abord se maintenir en 1re division (et pour cela éviter la 10e et dernière place de la poule) et essayer de se classer au minimum 8e de sa poule afin d'obtenir une qualification pour les 16e de finale.
| Adversaires | Résultats Domicile | Résultats Extérieur |
| Bayonne     | Perdu 6 à 15       | Perdu 18 à 9        |
| Biarritz    | Perdu 9 à 26       | Perdu 13 à 11       |
| Bagnères    | Gagné 36 à 7       | Perdu 38 à 6        |
| Tarbes      | Gagné 22 à 11      | Perdu 19 à 9        |
| Brive       | Gagné 26 à 24      | Perdu 28 à 26       |
| Dax         | Gagné 9 à 3        | Perdu 13 à 6        |
| Limoges     | Gagné 34 à 9       | Perdu 12 à 10       |
| La Rochelle | Gagné 9 à 6        | Perdu 19 à 9        |
| Tulle       | Gagné 20 à 7       | Perdu 32 à 3        |

La signature d'Arnaud Elissalde, technicien confirmé du  Stade Rochelais pour le jeu d'avant, insuffle une nouvelle dynamique dans le club.
De plus, les quelques départs sont compensés par les arrivées de Teillagorry (excellent buteur de Bayonne), Jacques Rouet (3eligne) ou Sarcou (demi de mêlée).
Mais comme toujours, c'est vers ses jeunes que le Boucau-Stade va se tourner avec les titularisations, en cours de saison, de Récart (demi de mêlée) Jean Condom (2e ligne), mais aussi des juniors Betbeder (ailier) et Pouyau(arrière), tous issus de l'école de rugby du club.
Pour le 1er match de la saison, le BS se déplace à Dax.
Combattif et présent, les noirs s'inclinent 13 à 6 alors qu'ils n'étaient mené que de 3 points à la pause (3 à 0).
L'expulsion de Mays à 10 minute de la fin, ne permettant pas aux forgerons de mieux défendre leur chance.
Le 1er match à domicile va être d'un autre acabit.
Les boucalais reçoivent au Stade Piquessary, l'ancien finaliste du dernier Championnat de France : Bagnères.
Dans un stade comble, baigné par un soleil de septembre, les "verts" du BS vont réaliser une véritable démonstration face à un adversaire dépassé.
Le héros du jour, s'appelle Louis Damestoy (que tout le monde surnomme "Bob"). Un centre qui a débuté à 17 ans en équipe 1re et qui a préféré resté fidèle à son club de toujours plutôt que de répondre favorablement aux appels de clubs plus huppés du coin (comme Bayonne ou Dax).
En effet, ce jour-là, touché par la grâce, "Bob" Damestoy va inscrire 4 essais pour une victoire qui ne souffre aucune contestation : 36 à 7.
Ce match lance parfaitement la saison et propulse le BS à la 4e place de sa poule.
Aussi, le dimanche suivant, le Boucau-Stade se déplace chez l'un des favoris : Brive. Relevant le défi du jeu, les noirs réalisent l'un de leurs meilleurs matchs à l'extérieur. Marquant 4 essais aux locaux (contre seulement 2 encaissés), les boucalais gagnent le respect de leurs adversaires et sortent sous les acclamations d'un public connaisseur et ravi du rugby présenté.
Hélas, 20 points du canonnier, Thiot, empêchent les noirs de décrocher une victoire qui aurait été synonyme d'exploit. Score final : 28 à 26.
Rassurés par leurs 2 derniers matchs, les forgerons reçoivent les voisins bayonnais pour le 1er derby de la saison.
Dans un Piquessary comble (5 500 entrées payantes), les noirs dominent les avants bayonnais, leur prenant 2 balles en mêlée sur leur introduction.
Mais comme souvent, face à Bayonne, c'est par sa ligne de 3/4 que les "bleus et blancs" vont faire la différence.
Ainsi, alors que le score n'est que de 6 à 9 pour les visiteurs (et que le pack boucalais produit un ultime effort pour enfoncer la mêlée bayonnaise), ces derniers arrivent à sortir le ballon pour lancer une dernière attaque qui se termine dans l'en-but du BS. Score final : 6 à 15 et beaucoup de regrets du côté du Boucau.
Au soir de cette 4e journée, le BS est 8e.
Le déplacement suivant voit les noirs s'incliner à Tarbes : 19 à 9.
Il faut attendre la 6e journée pour retrouver un BS conquérant et dominer La Rochelle dans un match serré : 9 à 6.
Durant ce match, les noirs perdent leur centre, Louis Damestoy sur blessure. Il sera absent 4 rencontres, ce qui pénalisera la ligne de 3/4 boucalaise.
Vont suivre alors 3 rencontres qui vont précipiter les Boucalais à la 9e et avant-dernière place de la poule.
D'abord une défaite, logique à Tulle : 32 à 3.
Ce match marqua les esprits des supporters du BS, puisque dans un souci d'efficacité et devant la pénurie de joueurs (beaucoup de blessures), Arnaud Elissalde décida de titulariser au poste de 3e ligne centre, le pilier ou 2e ligne, Jean-Michel Yanci.
Ce choix stratégique a pour but de densifier un paquet d'avant puissant et de le rendre encore plus performant.
Ainsi, pour Elissalde, "le cube", a les caractéristiques essentielles pour devenir le perforateur idéal lors des lancements de jeu et des départs au ras des mêlées.
Puis, une nouvelle défaite, lors de la réception du voisin biarrot, un samedi après-midi, devant les caméras d'Antenne 2.
Pour ce match, le président de l'ASSE, Roger Rocher avait accepté l'invitation du Président Boucalais de l'époque, Lucien Lassalle.
Est-ce la télévision qui troubla les noirs, où le fait qu'il y avait peu de monde à Piquessary (du fait de la retransmission à la télévision), toujours est-il que les Biarrots remportèrent logiquement un match (9 à 26) que Serge Blanco éclaboussa de sa classe.
Au BS, le jeune demi de mêlée Recart, se fit plusieurs fois remarquer, tant par sa chevelure blonde que par ses échappées sur le terrain, qui ne trouvèrent pas de meilleurs sort par manque de soutien.
Enfin, le BS s'incline à Limoges 12 à 10. Un match que les noirs dominent jusqu'à la 79e minute 6 à 10, mais qu'il perdent sur la dernière action du match, les locaux inscrivant un essai non valable, puisqu'inscrit en dehors des limites du terrain.
Ainsi, à la dernière journée de la phase aller, le Boucau-Stade est 9e de sa poule.
Pour le 1er match retour, le BS remporte une victoire importante, (dans l'optique du maintien et de la qualification) face au voisin dacquois 9 à 3. C'est la 2e fois de suite que les noirs gagnent cet adversaire à Piquessary, alors que les années précédentes, le bilan des victoires était largement en faveur des Landais.
Ainsi, le Boucau se stabilise à la 8e place synonyme de qualification.
Hélas, le BS chute lourdement à Bagnères 38 à 6, qui prend ainsi une revanche sur la cuisante défaite que les Bigourdans, n'avaient pas digéré et qu'ils avaient subi au match aller (36 à 7).
Mais pour la 12e journée, c'est un nouveau défi qui attend les joueurs d'Arnaud Elissalde, avec la réception de Brive.
Comme au match aller (en Corrèze), cette rencontre va être d'un excellent niveau de jeu.
Mais il est dit qu'en cette saison, rien ne sera épargné au BS. Aussi, à la 17e minute, les noirs du Boucau Tarnos stade sont réduits à 14 après l'expulsion de Michel Mays.
De plus, le jeune ailier, Pierre Peytavin, se blesse gravement à la jambe (fracture du fibula gauche) et ainsi voit sa saison être terminée.
Qu'à cela ne tienne, le XV boucalais réussit à prendre le jeu à son compte et à bousculer un adversaire réputé pour sa solidité.
Porté par son fidèle et bruyant public, les forgerons vont faire preuve de solidarité et de vaillance pour l'emporter par le même écart qu'au match aller (mais cette fois en leur faveur) de 2 points (26 à 24).
Cette victoire, permet au noirs d'aller défier le voisin bayonnais pour un nouveau derby électrique.
En ce 24 février 1980, l'arrière du Boucau, José Foncillas, se blesse à l'échauffement (il sera absent 4 rencontres). Aussi, c'est le junior remplaçant, Didier Pouyau, 17 ans, qui connait sa 1re titularisation comme ultime rempart du XV de l'adour.
Les supporters du Boucau, qui ont fait le court déplacement, espèrent voir, enfin, leur équipe gagner à Bayonne, ce qu'elle n'a plus fait depuis 1958.
Ce souhait sera vain, car les joueurs locaux profiteront des nombreuses approximations boucalaises pour gagner logiquement ce derby : 18 à 9.
Malgré ce revers, les noirs sont toujours 8e au classement.
La réception de Tarbes va permettre aux forgerons d'engranger 3 nouveaux points, importants pour la qualification, en dominant les Tarbais : 22 à 11.
Durant cette rencontre, le jeune ouvreur Didier Pouyau marque ses 2 premiers essais en équipe 1re, éclaboussant de toute sa classe cette rencontre, malgré ses 17 ans.
La 15e journée voit Arnaud Elissalde revenir sur ses terres rochelaises. Les noirs ne résistent pas à la furia locale et perdent une rencontre qu'ils n'ont jamais été en mesure de gagner : 19 à 9.
Pour le BS, le constat est clair. S'il veut être sûr de se qualifier, il lui faut remporter les 3 matchs qui lui reste à disputer (dont un déplacement chez le voisin biarrot). Mais, en fonction des résultats des autres adversaires, les 2 rencontres à domicile, peuvent suffire.
Aussi, la venue des tullistes a valeur de test. 20 à 7, la victoire ne souffre aucune contestation.
Les noirs renforcent leur 8e place, ce qui leur permet d'aller défier Biarritz l'esprit serein.
Cette rencontre au parc des sports d'Aguiléra tient toutes ses promesses.
D'abord rapidement menés 10 à 0 (au bout de 15 minutes de jeu), les Boucalais font mieux que se défendre, grâce à 2 essais marqués, par Louis Damestoy et Henry Gaye, plus une pénalité de Mandin (13 à 11 dans les dernières minutes du match). Malheureusement, les noirs connaissent un manque de réussite au pied handicapant. En effet, en l'absence de Pierre Teillagory, ouvreur et buteur titulaire, c'est le jeune Didier Pouyau (arrière pour cette rencontre) qui est chargé de buter. Hélas il se blesse, en début de match, et est remplacé par José Foncillas (l'arrière titulaire qui revient de blessure).
Aussi, pour son retour en équipe 1re après plus de 8 mois d'absence, c'est à Henry Damestoy qu'est confié le rôle de buteur.
Et le moins qu'on puisse dire, c'est que la réussite n'est pas au rendez-vous.
Cela oblige Philippe Mandin, jeune 3e ligne ayant des talents de buteur, à prendre le relais en cours de match.
Et à 2 minutes de la fin (alors que le score n'est que de 13 à 11 pour le BO) quand l'arbitre siffle une dernière pénalité pour les Boucalais, 22 mètres face aux poteaux des Biarrots, le public présent pense que les noirs vont, enfin, décrocher leur 1re victoire à l'extérieur de la saison.
D'ailleurs, plusieurs supporteurs locaux ne veulent même pas assister à ce coup de pied et quittent le stade, pendant que Philippe Mandin prend ses marques.
Hélas, le ballon envoyé par le 3e ligne boucalais frôle les perches et passe de peu à côté.
La déception est grande dans les rangs du BS, conscient que l'équipe est passée à côté d'un véritable exploit.
Qu'à cela ne tienne, toujours 8e, les noirs remportent le match à ne pas perdre lors de la réception de Limoges : 34 à 9 avec 6 essais inscrits.
Durant ce match, le jeune Jean-Paul Betbeder (17 ans), juniors formé au club, fait ses débuts comme titulaire à l'aile.
Cette victoire permet au BS de se qualifier pour les 16e de finale du championnat de France qu'il perd à Biarritz face à Bagnères 21 à 3 après 10 premières minutes catastrophiques où les Bagnérais inscriront 15 points.
| Poste            | Joueurs                                  |
| 1re ligne        | Gaye (puis Hauciart), Jimenez, Yanci     |
| 2e ligne         | J.Condom, F.Réal                         |
| 3e ligne         | Larrayos, Mandin, M.Mays (puis Barragué) |
| demi de mêlée    | Ph. Dacharry                             |
| demi d'ouverture | Teillagory                               |
| 3/4              | Sanglar, Apaty, M. Dacharry, L. Damestoy |
| arrière          | José Foncillas                           |

Cette saison sera surtout marquée par le nombre important de blessures, ce qui handicapa lourdement le groupe senior et ne permit pas aux entraîneurs boucalais (donc le technicien reconnu, Arnaud Elissalde) de trouver une cohésion d'ensemble et de dégager une équipe-type sur laquelle s'appuyer.
Pourtant, de l'avis de tous, l'effectif du BS est un ensemble jeune, prometteur et talentueux.
Seul lui manque la régularité et de la constance pour pouvoir espérer mieux que le maintien, dans cette élite du rugby français.

## Meilleurs marqueurs de points et d'essais
| classement | Joueur                                                                                                | Points |
| 1          | Pierre Teillagorry                                                                                    | 79     |
| 2          | Philippe Mandin                                                                                       | 44     |
| 3          | Louis Damestoy                                                                                        | 40     |
| 4          | Jacques Fanen                                                                                         | 26     |
| 5          | Larrayos                                                                                              | 16     |
| 6          | J-M Dupin                                                                                             | 12     |
| 7          | Didier Pouyau et Henry Gaye                                                                           | 8      |
| 8          | Christian Barragué, Michel Dacharry, Michel Mays, Pierre Peytavin, Jacques Rouet et Philippe Dacharry | 4      |

| classement | Joueur                                                                                                | Essais |
| 1          | Louis "Bob" Damestoy                                                                                  | 10     |
| 2          | Larrayos                                                                                              | 4      |
| 3          | J-M Dupin, Philippe Mandin et Pierre Teillagorry                                                      | 3      |
| 6          | Henry Gaye                                                                                            | 2      |
| 7          | Christian Barragué, Michel Dacharry, Michel Mays, Pierre Peytavin, Jacques Rouet et Philippe Dacharry | 1      |

## Le Challenge de l'Espérance
En challenge de l'Espérance, le BS est éliminé en 1/4 de finale par Oloron (9 à 10) à Mauléon. À la mi-temps, les noirs menaient 6 à 0.
En 8e de finale, les "Forgerons" avaient Battu Vic en Bigorre (18 à 9) à Orthez.
| Poste            | Joueurs                                  |
| 1re ligne        | Hauciart, Jimenez, Yanci                 |
| 2e ligne         | Mandin, Tiburce                          |
| 3e ligne         | Larrayos, J.Rouet, Novion                |
| demi de mêlée    | Ph. Dacharry                             |
| demi d'ouverture | Teillagory                               |
| 3/4              | J-M Dupin, Foncillas, M. Dacharry, Apaty |
| arrière          | Larrieste                                |

## Effectif
| Rang | Nom               | Poste                         | parcours      |
| 1    | Henry Gaye        | Pilier                        | formé au club |
| 2    | Jean-Michel Yanci | Pilier, 2e ou 3e ligne centre | formé au club |
| 3    | Bernard Hauciart  | Pilier                        | Bayonne       |
| 4    | Christian Jimenez | Talonneur                     | formé au club |
| 5    | Jean Condom       | 2e ligne                      | formé au club |
| 6    | Francis Réal      | 2e ligne                      | formé au club |
| 7    | Philippe Mandin   | 2e ou 3e ligne centre         | formé au club |
| 8    | Jacques Rouet     | 3e ligne aile                 | Bayonne       |
| 9    | Michel Larrayos   | 3e ligne aile                 | Bayonne       |
| 10   | Barragué          | 3e ligne ou 2e ligne          | Bayonne       |
| 11   | Gérard Novion     | 3e ligne aile                 | formé au club |
| 12   | Michel Mays       | 3e ligne aile                 | formé au club |
| 13   | Philippe Dacharry | Demi de mêlée                 | formé au club |
| 14   | Sarcou            | Demi de mêlée                 | Mouguerre     |
| 15   | Recart            | Demi de mêlée ou ailier       | formé au club |
| 16   | Didier Pouyau     | Ouvreur ou arrière            | formé au club |

| Rang | Nom                 | Poste             | parcours                     |
| 17   | Pierre Teillagory   | Ouvreur ou centre | Bayonne                      |
| 18   | Michel Dacharry     | Ouvreur ou centre | formé au club                |
| 19   | Jean-Luc Apaty      | Centre ou ailier  | formé au club                |
| 20   | Pierre Peytavin     | Ailier            | formé au club                |
| 21   | Jean-Marc Dupin     | Ailier            | formé au club                |
| 22   | Louis Damestoy      | Centre ou ailier  | formé au club                |
| 23   | José Foncillas      | Arrière           | formé au club                |
| 24   | Jean-Jacques Millox | Pilier            | formé au club                |
| 25   | Serge Pascal        | Talonneur         | formé au club                |
| 26   | José Tiburce        | 2e ligne          | formé au club, puis Toulouse |
| 27   | Labruquère          | Demi de mêlée     | Bayonne                      |
| 28   | Gérard Valderrey    | Demi de mêlée     | formé au club                |
| 29   | Jacques Fanen       | Ouvreur ou centre | formé au club                |
| 30   | Pippus              | Ailier            | Anglet                       |
| 31   | Sanglar             | Ailier            | formé au club                |
| 32   | Henry Damestoy      | Ouvreur           | formé au club                |
| 33   | Jean-Louis Leterre  | Arrière           | Vileneuve 13                 |
| 34   | Jean-Paul Betbeder  | Centre ou ailier  | formé au club                |
| 35   | Gilles Larrieste    | Arrière           | A.S.Bayonne                  |

## La Nationale B (équipe 2 du club)
Cette saison-là, la Nationale B est éliminée en 16e de Finale du Championnat de France par Lourdes (14 à 7) à Sauveterre de Béarn.
| Poste            | Joueurs                                               |
| 1re ligne        | Espeso, Pascal, Errecart                              |
| 2e ligne         | Convert, Pedelucq                                     |
| 3e ligne         | Garcia, Ribes, J-P Réal                               |
| demi de mêlée    | Dongieu                                               |
| demi d'ouverture | Larrieste                                             |
| 3/4              | Ch. Dacharry, Pippus (puis Duhau), Betbeder, Pédefour |
| arrière          | Denis Lesca (puis Pouyau)                             |

## Les juniors Crabos
Les juniors Crabos atteignent les 16e de Finale du Championnat de France.

## Les cadets A
Les cadets A sont sacrés Champions de Côte-Basque en dominant le Saint-Jean-de-Luz olympique rugby 13 à 9.
| Poste            | Joueurs                                |
| 1re ligne        | Cano, Dufort, J-P Corréa               |
| 2e ligne         | Lopez, Y.Dupin                         |
| 3e ligne         | Bellecave, M.Lassalle, Dupuy           |
| demi de mêlée    | Carty                                  |
| demi d'ouverture | Eliet                                  |
| 3/4              | Dartigoueyte, Petriat, Bontemps, Oscoz |
| arrière          | Dufourg                                |
| Remplaçants      | Fortabat, Réchou, Boulé                |

Cette équipe atteindra les 8e de Finale de la Coupe Coulon (battu par Cognac (13 à 7) à Mérignac.
Puis après avoir éliminé Bizanos (9 essais à 3) en 32e de Finale du Championnat de France, elle sera éliminée en 16e (12 à 8) par le Stadoceste tarbais à Salies-de-Béarn.
| Poste            | Joueurs                              |
| 1re ligne        | Cano, Camy, Réchou                   |
| 2e ligne         | M.Lassalle, Y.Dupin                  |
| 3e ligne         | Bellecave, Lopez, Dupuy              |
| demi de mêlée    | Carty                                |
| demi d'ouverture | Eliet                                |
| 3/4              | Fonfan, Dartigoueyte, Petriat, Oscoz |
| arrière          | Dufourg                              |